# Persone di nome Giulio/Pittori
| Questa pagina contiene informazioni ricavate automaticamente dalle voci biografiche con l'ausilio del template Bio e di un bot. L'aggiornamento è periodico e automatico e ricostruisce completamente la pagina. Se manca una persona in questa lista, sei pregato di non aggiungerla, ma accertati piuttosto che la sua voce biografica contenga il template Bio e che i dati anagrafici siano correttamente compilati. Se il template Bio manca, inseriscilo tu stesso o, in alternativa, metti l'avviso {{tmp\|Bio}} che ne segnala la mancanza. Se i dati riportati sono sbagliati, correggi direttamente la voce biografica; le modifiche saranno visibili in questa lista entro pochi giorni. Per chiarimenti vedi il progetto antroponimi. La lista contiene solo le 54 persone che sono citate nell'enciclopedia e per le quali è stato implementato correttamente il template Bio. Pagina aggiornata al 23 feb 2025. |

Questa è una lista di persone presenti nell'enciclopedia che hanno il nome Giulio e sono pittori.

## A(8)
- Giulio Camillo Abbati, pittore italiano (Modena - † 1582)
- Giulio Allori, pittore italiano (Livorno, n. 1894 - † 1966)
- Giulio Cesare Amidano, pittore italiano (Parma, n. 1566 - Parma, † 1630)
- Giulio Cesare Angeli, pittore italiano (Perugia - Perugia, † 1630)
- Giulio Aquili, pittore italiano (Roma - Úbeda, † 1556)
- Giulio Arienta, pittore italiano (Varallo, n. 1826 - † 1900)
- Giulio Cesare Arrivabene, pittore italiano (Mantova, n. 1806 - Firenze, † 1896)
- Giulio Avellino, pittore italiano (Messina, n. 1645 - Ferrara, † 1700)

## B(6)
- Giulio Bargellini, pittore italiano (Firenze, n. 1875 - Roma, † 1936)
- Giulio Cesare Bedeschini, pittore italiano (L'Aquila, n. 1582 - L'Aquila, † 1627)
- Giulio Cesare Begni, pittore italiano (Pesaro, n. 1579 - Pesaro, † 1659)
- Giulio Benso, pittore italiano (Pieve di Teco, n. 1592 - Pieve di Teco, † 1668)
- Giulio Benzi, pittore italiano (Quargnento, n. 1907 - Robilante, † 1955)
- Giulio Bonasone, pittore e incisore italiano

## C(8)
- Giulio Calvi, pittore italiano (Cremona, n. 1560 - Cremona)
- Giulio Campagnola, pittore e incisore italiano (Padova, n. 1482)
- Giulio Campi, pittore e architetto italiano (Cremona, n. 1502 - Cremona, † 1572)
- Giulio Caporali, pittore e architetto italiano (Perugia)
- Giulio Carlini, pittore e fotografo italiano (Venezia, n. 1826 - Venezia, † 1887)
- Giulio Carpioni, pittore e incisore italiano (Venezia, n. 1613 - Vicenza, † 1678)
- Giulio Cirello, pittore italiano (n. 1633 - Padova, † 1709)
- Giulio Cromer, pittore italiano (Ferrara, n. 1572 - Ferrara, † 1632)

## D(3)
- Giulio D'Anna, pittore e editore italiano (Villarosa, n. 1908 - Messina, † 1978)
- Giulio De Rossi, pittore italiano (n. 1525 - Diano Castello, † 1591)
- Giulio Del Moro, pittore e scultore italiano (Verona)

## E(1)
- Giulio Ettore Erler, pittore italiano (Oderzo, n. 1876 - Treviso, † 1964)

## F(1)
- Giulio Falzoni, pittore italiano (Marmirolo, n. 1900 - Milano, † 1979)

## G(1)
- Giulio Ghelarducci, pittore italiano (Livorno, n. 1883 - Firenze, † 1970)

## J(1)
- Giulio Justolin, pittore italiano (Cavenzano, n. 1866 - Terzo di Aquileia, † 1930)

## L(2)
- Giulio Licinio, pittore italiano (Venezia, n. 1527 - Venezia, † 1591)
- Giulio Cesare Luini, pittore italiano (Varallo, n. 1512)

## M(6)
- Giulio Marelli, pittore italiano (Roma, n. 1907 - Roma, † 1979)
- Giulio Marvardi, pittore italiano (Jesi, n. 1832 - Senigallia, † 1916)
- Giulio Masseroni, pittore italiano (Bergamo, n. 1900 - Bergamo, † 1980)
- Giulio Cesare Milani, pittore italiano (Bologna, n. 1629 - Bologna, † 1686)
- Giulio Morina, pittore italiano (Bologna - Mirandola, † 1609)
- Giulio Musso, pittore italiano (Asti, n. 1851 - Asti, † 1915)

## P(4)
- Giulio Pagliano, pittore italiano (Gallipoli, n. 1882 - Gallipoli, † 1932)
- Giulio Perina, pittore italiano (Villafranca di Verona, n. 1907 - Mantova, † 1985)
- Giulio Cesare Procaccini, pittore e scultore italiano (Bologna, n. 1574 - Milano, † 1625)
- Giulio Romano, pittore e architetto italiano (Roma - Mantova, † 1546)

## Q(1)
- Giulio Quaglio il Giovane, pittore italiano (Laino, n. 1668 - Laino, † 1751)

## R(6)
- Giulio Raibolini, pittore italiano (Bologna, n. 1487 - Bologna, † 1540)
- Giulio Rolland, pittore e decoratore italiano (Modena, n. 1859 - Roma, † 1913)
- Giulio Rosati, pittore italiano (Roma, n. 1858 - Roma, † 1917)
- Giulio Rossi, pittore e fotografo italiano (Milano, n. 1823 - Milano, † 1884)
- Giulio Rosso, pittore, decoratore e illustratore italiano (Firenze, n. 1897 - Guarujà, SP, Brasile, † 1976)
- Giulio Rubone, pittore italiano (n. 1530 - Mantova, † 1590)

## S(3)
- Giulio Salvadori, pittore italiano (Mosio, n. 1918 - † 1999)
- Giulio Aristide Sartorio, pittore, scultore e scrittore italiano (Roma, n. 1860 - Roma, † 1932)
- Giulio Scapaticci, pittore italiano (Milano, n. 1933 - Milano, † 2006)

## T(1)
- Giulio Turcato, pittore italiano (Mantova, n. 1912 - Roma, † 1995)

## V(2)
- Giulio Vergari, pittore italiano
- Giulio Cesare Vinzio, pittore italiano (Livorno, n. 1881 - Milano, † 1940)